# Alcibíades I
Alcibíades primer és un diàleg entre Alcibíades i Sòcrates, obra atribuïda a Plató, encara que els estudiosos tenen diversos punts de vista sobre la seva autenticitat.

## Contingut
A l'Alcibíades primer, Sòcrates declara el seu amor per Alcibíades en les primeres línies; després, Sòcrates xerra amb ell de diversos temes. Sòcrates intenta allunyar Alcibíades de la política; al final del diàleg, la joventut d'Atenes és seduïda pel raonament de Sòcrates.
Des de l'antiguitat, l'Alcibíades primer va ser vist com un dels millors textos que introduïxen a la filosofia platònica; és probable que per aquesta raó s'inclogués aquest text des de l'antiguitat entre el corpus platònic.

## Autenticitat
L'autenticitat de l'Alcibíades primer mai no va ser dubtada durant l'antiguitat. No va ser fins al 1836 que l'estudiós alemany Friedrich Schleiermacher va estimar que no era autèntic.
Conseqüentment la popularitat del diàleg va declinar. No obstant això, les investigacions estilomètriques i alguns especialistes, com Adam Greves de la Universitat de Londres, han defensat la seva autenticitat.

## Data
Tradicionalment, l'Alcibíades primer va ser considerat un dels primers diàlegs. No obstant això, Nicholas Denyer ha defensat una data posterior i ha suggerit que el diàleg va ser escrit al voltant de l'any 350 aC.